# 留存收益
留存收益（英語：retained earnings, RE)，或稱保留盈餘，指公司賺取的歷史利潤，減去其過去支付的任何股息。由於這些收益不是作為股息支付給股東的，而是由公司保留的，因此，當公司虧損或支付股息時，留存收益會減少，而當創造新的利潤時，留存收益會增加。
值得一提的是，一家以增長為重點的公司可能根本不支付股息或支付非常小的金額，因為其可能更願意使用留存收益來為企業之擴張活動提供資金；從長遠來看，這些舉措可能會為公司股東帶來更好的回報，而不是從股息支付中獲得的回報，此外，管理層和股東也可能更願意償還高息債務，而不是支付股息。